# Morti il 28 agosto
| Questa pagina contiene informazioni ricavate automaticamente dalle voci biografiche con l'ausilio del template Bio e di un bot. L'aggiornamento è periodico e automatico e ricostruisce completamente la pagina. Se manca una persona in questa lista, sei pregato di non aggiungerla, ma accertati piuttosto che la sua voce biografica contenga il template Bio e che i dati anagrafici siano correttamente compilati. Se il template Bio manca, inseriscilo tu stesso o, in alternativa, metti l'avviso {{tmp\|Bio}} che ne segnala la mancanza. Se i dati riportati sono sbagliati, correggi direttamente la voce biografica; le modifiche saranno visibili in questa lista entro pochi giorni. Per chiarimenti vedi il progetto biografie. La lista contiene solo le 477 persone che sono citate nell'enciclopedia e per le quali è stato implementato correttamente il template Bio. Pagina aggiornata al 17 ago 2025. |

## IV secolo(1)
- 388 - Magno Massimo, generale e politico romano

## V secolo(2)
- 430 - Agostino d'Ippona, filosofo, vescovo e teologo romano (n. 354)
- 476 - Flavio Oreste, generale e politico romano

## VII secolo(2)
- 607 - Facondino di Tadino, vescovo romano
- 683 - K'inich Janaab' Pakal, sovrano maya (n. 603)

## IX secolo(2)
- 876 - Ludovico II il Germanico, re
- 886 - Enrico di Franconia, nobile franco

## X secolo(2)
- 994 - Edvige di Svevia, nobile tedesca
- 995 - Enrico II di Baviera, nobile tedesco (n. 951)

## XI secolo(1)
- 1025 - Ugo II di Francia, sovrano (n. 1007)

## XII secolo(1)
- 1149 - Mu'in al-Din Unur, condottiero siriano

## XIII secolo(2)
- 1231 - Eleonora del Portogallo, regina (n. 1211)
- 1253 - Eihei Dōgen, monaco buddhista giapponese (n. 1200)

## XIV secolo(2)
- 1352 - Giovanni III di Werle, principe
- 1391 - Berardo da Teramo, vescovo cattolico italiano

## XV secolo(5)
- 1478 - Donato Acciaiuoli, scrittore e politico italiano (n. 1429)
- 1478 - Iolanda di Valois, duchessa (n. 1434)
- 1481 - Alfonso V del Portogallo, sovrano (n. 1432)
- 1492 - Benedetto Dei, storico italiano (n. 1418)
- 1492 - Pietro de Luna, arcivescovo cattolico italiano

## XVI secolo(12)
- 1522 - Giovanni Antonio Amadeo, scultore, ingegnere e architetto italiano (n. 1447)
- 1526 - Hürrem Pascià, politico ottomano
- 1528 - Pietro Navarro, condottiero spagnolo
- 1540 - Ugo Rangoni, vescovo cattolico italiano
- 1541 - Gianvincenzo Carafa, cardinale e arcivescovo cattolico italiano (n. 1477)
- 1561 - Jacqueline de Longwy, nobile francese
- 1566 - Francesco Crasso, cardinale italiano (n. 1500)
- 1578 - Giovanni Battista Zelotti, pittore italiano (n. 1526)
- 1580 - Antonín Brus z Mohelnice, arcivescovo cattolico tedesco (n. 1518)
- 1584 - Carlo Sigonio, storico italiano (n. 1523)
- 1588 - Giovanni Antonio Volpe, vescovo cattolico italiano (n. 1513)
- 1594 - Johann Caspar Neubeck, vescovo cattolico austriaco (n. 1545)

## XVII secolo(21)
- 1612 - John Smyth, predicatore e teologo inglese
- 1620 - Andrea Pellegrini, pittore italiano
- 1628 - Edmund Arrowsmith, presbitero e gesuita inglese
- 1630 - Giovan Filippo Certani, nobile italiano (n. 1588)
- 1631 - Marino Zorzi, vescovo cattolico italiano
- 1634 - Mariano Valguarnera, oratore, filologo e storico italiano (n. 1564)
- 1645 - Ugo Grozio, giurista, filosofo e teologo olandese (n. 1583)
- 1646 - Fulvio Testi, diplomatico e poeta italiano (n. 1593)
- 1648 - Pietro Palazzo, presbitero italiano (n. 1576)
- 1652 - Benjamin Gerritsz. Cuyp, pittore olandese (n. 1612)
- 1654 - Axel Oxenstierna, politico svedese (n. 1583)
- 1661 - Mansueto Merati, vescovo cattolico italiano (n. 1589)
- 1662 - Ferdinando Federico Egon di Fürstenberg-Heiligenberg, nobile tedesco (n. 1623)
- 1665 - Elisabetta Sirani, pittrice italiana (n. 1638)
- 1666 - Giulio Maria Odescalchi, vescovo cattolico italiano (n. 1612)
- 1679 - Alfonso Litta, cardinale italiano (n. 1608)
- 1680 - Carlo I Luigi del Palatinato, nobile (n. 1617)
- 1689 - Claude-Jean Allouez, missionario, religioso e esploratore francese (n. 1622)
- 1693 - Johann Christoph Bach, musicista tedesco (n. 1645)
- 1694 - Francesco Antonio Picchiatti, architetto, ingegnere e archeologo italiano (n. 1617)
- 1696 - Hans Adam von Schöning, militare tedesco (n. 1641)

## XVIII secolo(22)
- 1705 - Giorgio Guglielmo di Brunswick-Lüneburg, nobile tedesco (n. 1624)
- 1731 - Charles Boyle, IV conte di Orrery, politico irlandese (n. 1674)
- 1732 - Imre Csáky, cardinale e arcivescovo cattolico ungherese (n. 1672)
- 1732 - Sigismondo III d'Este, nobile (n. 1647)
- 1739 - Cristiano di Nassau-Dillenburg, principe tedesco (n. 1688)
- 1746 - Giovanni Camillo Ciabilli, pittore e poeta italiano (n. 1675)
- 1753 - Francesco Paolo Supriani, violoncellista e compositore italiano (n. 1678)
- 1756 - Silvio Valenti Gonzaga, cardinale, arcivescovo cattolico e collezionista d'arte italiano (n. 1690)
- 1757 - Giovanni Battista Busiri, pittore italiano (n. 1698)
- 1757 - David Hartley, psicologo e filosofo britannico (n. 1705)
- 1762 - Armand-Jules de Rohan-Guémené, arcivescovo cattolico francese (n. 1695)
- 1767 - Giacomo Ceruti, pittore italiano (n. 1698)
- 1767 - Johann Schobert, clavicembalista e compositore tedesco
- 1769 - William Villiers, III conte di Jersey, nobile inglese (n. 1707)
- 1777 - Andrea Basili, compositore italiano (n. 1705)
- 1782 - Giulio Matteo Natali, vescovo cattolico italiano (n. 1702)
- 1784 - Hannah Norsa, attrice teatrale e cantante inglese (n. 1712)
- 1784 - Junípero Serra, missionario spagnolo (n. 1713)
- 1788 - Joseph-Henri Bouchard d'Esparbez de Lussan, generale e diplomatico francese (n. 1714)
- 1790 - Andrea Pigonati, ingegnere italiano (n. 1734)
- 1793 - Adam Philippe de Custine, generale francese (n. 1740)
- 1796 - Giovanni Battista Mengardi, pittore e restauratore italiano (n. 1738)

## XIX secolo(55)
- 1802 - Materno Bossi, stuccatore italiano (n. 1737)
- 1808 - Andrea Sanfelice, nobile italiano (n. 1763)
- 1810 - Filippo Carandini, cardinale italiano (n. 1729)
- 1817 - Giuseppe Manetti, architetto e botanico italiano (n. 1761)
- 1818 - Jean Baptiste Pointe du Sable, mercante francese (n. 1745)
- 1819 - Charles Lennox, IV duca di Richmond, nobile, politico e militare britannico (n. 1764)
- 1820 - Antonín Kraft, violoncellista e compositore ceco (n. 1749)
- 1826 - Jean-Marthe-Adrien L'Hermite, ammiraglio francese (n. 1766)
- 1826 - Józef Zajączek, generale polacco (n. 1752)
- 1827 - Ferdinand von Trauttmansdorff, diplomatico e politico austriaco (n. 1749)
- 1830 - Basilio Amati, scrittore italiano (n. 1780)
- 1836 - Antoine Louis Marie de Gramont, ufficiale e politico francese (n. 1755)
- 1837 - Francesco Macdonald, generale e politico italiano (n. 1777)
- 1839 - William Smith, geologo inglese (n. 1769)
- 1842 - Peter Fendi, pittore e illustratore austriaco (n. 1796)
- 1847 - Eugène Bourgeois, drammaturgo francese (n. 1818)
- 1848 - Ottavio Colecchi, filosofo e matematico italiano (n. 1773)
- 1849 - Giovanni Carlo Bevilacqua, pittore italiano (n. 1775)
- 1852 - Angelo Bellani, fisico italiano (n. 1776)
- 1854 - Antonio Miari, compositore italiano (n. 1778)
- 1855 - Henry Watkins Collier, politico statunitense (n. 1801)
- 1858 - Louis Rendu, vescovo cattolico italiano (n. 1789)
- 1859 - Mulay 'Abd al-Rahman, sultano marocchino (n. 1778)
- 1859 - Leigh Hunt, saggista, poeta e scrittore inglese (n. 1784)
- 1861 - Thomas Bateman, antiquario e archeologo britannico (n. 1821)
- 1861 - William Lyon Mackenzie, politico e giornalista canadese (n. 1795)
- 1862 - Albrecht Adam, pittore, incisore e litografo tedesco (n. 1786)
- 1863 - Eilhard Mitscherlich, chimico tedesco (n. 1794)
- 1868 - Angelo Robino, arcivescovo cattolico italiano (n. 1805)
- 1869 - Edoardo Kramer, politico italiano (n. 1829)
- 1870 - Giovanni Battista Nicolini, avvocato, patriota e politico italiano (n. 1794)
- 1874 - Francesco Bonaini, filologo, paleografo e archivista italiano (n. 1806)
- 1874 - Giuseppe Libertini, patriota italiano (n. 1823)
- 1876 - Giovanni Perrone, presbitero e teologo italiano (n. 1794)
- 1877 - Luigi Fontana, architetto svizzero (n. 1812)
- 1877 - Marie-Azélie Guérin Martin, francese (n. 1831)
- 1882 - Fëdor Petrovič Litke, navigatore, geografo e esploratore russo (n. 1797)
- 1884 - Leopoldo Galeotti, avvocato, giornalista e politico italiano (n. 1813)
- 1884 - Juan de la Cruz Ignacio Moreno y Maisanove, cardinale e arcivescovo cattolico guatemalteco (n. 1817)
- 1886 - François-Gabriel Lépaulle, pittore e costumista francese (n. 1804)
- 1888 - Eugène Accard, pittore francese (n. 1826)
- 1888 - Georg Beseler, giurista e politico prussiano (n. 1809)
- 1890 - Agostino Petitti Bagliani di Roreto, generale e politico italiano (n. 1814)
- 1892 - Giulio Bellinzaghi, politico italiano (n. 1818)
- 1893 - Hayward Augustus Harvey, inventore e imprenditore statunitense (n. 1824)
- 1893 - Pacifico Valussi, giornalista e politico italiano (n. 1813)
- 1894 - William Keppel, VII conte di Albemarle, nobile, ufficiale e politico inglese (n. 1832)
- 1894 - Francesco Netti, pittore e letterato italiano (n. 1832)
- 1895 - Giovanni Battista Calò, pittore italiano (n. 1832)
- 1895 - Elisabetta Anna di Prussia, nobile (n. 1857)
- 1897 - John Braxton Hicks, medico inglese (n. 1823)
- 1897 - Raffaele Riviello, presbitero e storico italiano (n. 1840)
- 1899 - Guillermo Morphy, educatore, critico musicale e musicologo spagnolo (n. 1836)
- 1899 - Giacinto Magliulo, vescovo cattolico italiano (n. 1829)
- 1900 - Henry Sidgwick, filosofo britannico (n. 1838)

## XX secolo(243)
- 1901 - Eugenio Praga, liutaio italiano (n. 1847)
- 1901 - Nicola Sole, politico italiano (n. 1833)
- 1902 - George Douglas Brown, romanziere e giornalista scozzese (n. 1869)
- 1903 - Laurent Giovanninelli, militare francese (n. 1837)
- 1903 - Frederick Law Olmsted, architetto del paesaggio e urbanista statunitense (n. 1822)
- 1904 - John Saul, irlandese (n. 1857)
- 1906 - Charles Flavell Hayward, violinista, direttore d'orchestra e compositore inglese (n. 1863)
- 1908 - Eugenio Bonvicini, politico italiano (n. 1823)
- 1910 - Carl Gustaf Estlander, storico dell'arte e scrittore finlandese (n. 1834)
- 1910 - Paolo Mantegazza, fisiologo, patologo e igienista italiano (n. 1831)
- 1913 - Leopold Hoffer, scacchista e giornalista inglese (n. 1842)
- 1913 - Alexander Macfarlane, matematico scozzese (n. 1851)
- 1913 - Domenico Vallino, alpinista e fotografo italiano (n. 1842)
- 1914 - Anatolij Konstantinovič Ljadov, compositore, insegnante e direttore d'orchestra russo (n. 1855)
- 1914 - Leberecht Maass, ammiraglio tedesco (n. 1863)
- 1915 - Cesare De Marchi, calciatore italiano (n. 1890)
- 1915 - John Davis Long, politico statunitense (n. 1838)
- 1915 - Gian Giacomo Porro, archeologo e epigrafista italiano (n. 1887)
- 1915 - Giovanni Trossarelli, militare italiano (n. 1863)
- 1917 - Carlo Freguglia, militare italiano (n. 1890)
- 1917 - Thomas Francis Kennedy, arcivescovo cattolico statunitense (n. 1858)
- 1918 - Erich Cohn, scacchista tedesco (n. 1884)
- 1918 - Egidio Gorra, filologo e critico letterario italiano (n. 1861)
- 1919 - Herbert Ayling, attore teatrale statunitense (n. 1853)
- 1919 - Adolf Schmal, pistard e schermidore austriaco (n. 1872)
- 1920 - Suzanne Grandais, attrice francese (n. 1893)
- 1920 - David Paul von Hansemann, patologo e oncologo tedesco (n. 1858)
- 1922 - Ercole Marelli, imprenditore e mecenate italiano (n. 1867)
- 1922 - Gastone d'Orléans, nobile francese (n. 1842)
- 1923 - Adolf Huschke, ciclista su strada e pistard tedesco (n. 1891)
- 1924 - David Marston Clough, politico statunitense (n. 1846)
- 1924 - Adolfo De Bosis, poeta, traduttore e dirigente d'azienda italiano (n. 1863)
- 1924 - Henry Gage, politico statunitense (n. 1852)
- 1926 - Jean Camille Formigé, architetto francese (n. 1845)
- 1927 - Émile Haug, geologo e paleontologo francese (n. 1861)
- 1928 - Hannah Chaplin, attrice, ballerina e cantante britannica (n. 1865)
- 1928 - Conrad Karl Röderer, tiratore a segno svizzero (n. 1868)
- 1928 - Filippo Sceberras, medico, patriota e politico maltese (n. 1850)
- 1931 - Francis Bellamy, scrittore statunitense (n. 1855)
- 1931 - Antonio Fedrigoni, imprenditore italiano (n. 1873)
- 1931 - Ludwig Goiginger, generale austro-ungarico (n. 1863)
- 1932 - Antonio Bruno, poeta e letterato italiano (n. 1891)
- 1932 - Virginie Hériot, velista francese (n. 1890)
- 1933 - Helen Dunbar, attrice statunitense (n. 1863)
- 1933 - Jean de Chabannes, velista francese (n. 1871)
- 1934 - Edgeworth David, geologo e esploratore gallese (n. 1858)
- 1934 - Doris Ulmann, fotografa statunitense (n. 1882)
- 1935 - Alfredo Rocco, giurista e politico italiano (n. 1875)
- 1936 - Mario Angeloni, politico, antifascista e avvocato italiano (n. 1896)
- 1936 - George Armitage, calciatore inglese (n. 1898)
- 1936 - Elena di Meclemburgo-Strelitz, nobildonna (n. 1857)
- 1937 - Antonio Brancati, militare italiano (n. 1907)
- 1937 - Michele Liverani, militare italiano (n. 1894)
- 1937 - Frederick Burr Opper, fumettista statunitense (n. 1857)
- 1937 - Silvio Paternostro, militare italiano (n. 1893)
- 1938 - Gavriil Vasil'evič Ksenofontov, etnologo e politico russo (n. 1888)
- 1939 - Julius Binder, filosofo tedesco (n. 1870)
- 1939 - Maximilian Daublebsky von Eichhain, ammiraglio austriaco (n. 1865)
- 1939 - Frederick Carl Frieseke, pittore statunitense (n. 1874)
- 1939 - Giuseppe Gabbiani, pittore italiano (n. 1862)
- 1940 - Giuseppe Fenoglio, calciatore italiano (n. 1908)
- 1941 - Ugo Agostoni, ciclista su strada italiano (n. 1893)
- 1941 - Hermann-Friedrich Joppien, aviatore tedesco (n. 1912)
- 1942 - Quinto Ascione, militare italiano (n. 1919)
- 1942 - John Payne, calciatore inglese (n. 1899)
- 1942 - Belisario Porras Barahona, politico panamense (n. 1856)
- 1943 - Boris III di Bulgaria, sovrano bulgaro (n. 1894)
- 1943 - Luigi Perenni, sciatore di pattuglia militare e scialpinista italiano (n. 1913)
- 1943 - Francesco Pujia, magistrato e politico italiano (n. 1861)
- 1943 - George Underwood, mezzofondista statunitense (n. 1884)
- 1944 - Albino Abico, partigiano italiano (n. 1919)
- 1944 - Teresa Bracco, italiana (n. 1924)
- 1944 - Aldo Centolani, partigiano italiano (n. 1922)
- 1944 - Giovanni Duca, militare e partigiano italiano (n. 1896)
- 1944 - Bronislav Kaminskij, generale russo (n. 1899)
- 1944 - Renato Martorelli, partigiano italiano (n. 1895)
- 1944 - Alfonso Maria dello Spirito Santo, presbitero polacco (n. 1891)
- 1944 - István Mészáros, calciatore e allenatore di calcio ungherese (n. 1899)
- 1944 - Charles Platon, ammiraglio e politico francese (n. 1886)
- 1944 - Tito Poggi, agronomo e politico italiano (n. 1857)
- 1944 - Ettore Bernardo Rosboch, politico, economista e banchiere italiano (n. 1893)
- 1944 - Mafalda di Savoia, principessa italiana (n. 1902)
- 1945 - Icilio Bacci, politico italiano (n. 1879)
- 1946 - Mario Camis, fisiologo e presbitero italiano (n. 1878)
- 1946 - Georgios Kafantaris, politico greco (n. 1873)
- 1946 - Otomar Kubala, militare slovacco (n. 1906)
- 1946 - Frederick Lambart, X conte di Cavan, generale e nobile britannico (n. 1865)
- 1946 - Danuta Siedzikówna, infermiera e ufficiale polacca (n. 1928)
- 1946 - Florence Turner, attrice e sceneggiatrice statunitense (n. 1885)
- 1947 - Manolete, torero spagnolo (n. 1917)
- 1948 - Gladden James, attore statunitense (n. 1888)
- 1948 - Pavel Semënovič Rybalko, generale sovietico (n. 1894)
- 1948 - Aleksandr Vasil'evič Ševčenko, pittore e filosofo russo (n. 1883)
- 1948 - Ragnar Skancke, politico norvegese (n. 1890)
- 1948 - Morikazu Ōsugi, ammiraglio giapponese (n. 1892)
- 1950 - Angiolo Badiani, politico, avvocato e banchiere italiano (n. 1877)
- 1951 - Adolf Burger, calciatore cecoslovacco (n. 1897)
- 1951 - Georg Steindorff, egittologo tedesco (n. 1861)
- 1951 - Robert Walker, attore statunitense (n. 1918)
- 1952 - Bernhard Lösener, funzionario tedesco (n. 1890)
- 1952 - Lamar Trotti, sceneggiatore e giornalista statunitense (n. 1900)
- 1953 - Nikolaj Semënovič Golovanov, direttore d'orchestra e compositore sovietico (n. 1891)
- 1953 - Alfred Jäck, calciatore svizzero (n. 1911)
- 1953 - Pietro Paolo Oros, presbitero ungherese (n. 1917)
- 1954 - Marius Jacob, anarchico francese (n. 1879)
- 1955 - Emmett Till, statunitense (n. 1941)
- 1956 - Theo Brokmann, calciatore olandese (n. 1893)
- 1957 - Craig Rice, scrittrice e sceneggiatrice statunitense (n. 1908)
- 1957 - Erik Tuxen, direttore d'orchestra e compositore danese (n. 1902)
- 1958 - Kay Bojesen, designer danese (n. 1886)
- 1958 - John Burn, canottiere britannico (n. 1884)
- 1958 - Lorenzo Montano, scrittore e poeta italiano (n. 1893)
- 1958 - Daniel Norling, ginnasta e cavaliere svedese (n. 1888)
- 1959 - Georges Lefebvre, storico francese (n. 1874)
- 1959 - Raphael Lemkin, avvocato e giurista polacco (n. 1900)
- 1959 - Bohuslav Martinů, compositore ceco (n. 1890)
- 1960 - Charles Forbes, ammiraglio inglese (n. 1880)
- 1960 - Julius Frey, nuotatore tedesco (n. 1881)
- 1960 - Edward Hennig, ginnasta e multiplista statunitense (n. 1879)
- 1960 - John Francis O'Hara, cardinale e arcivescovo cattolico statunitense (n. 1888)
- 1961 - Nunzio La Farina, compositore italiano (n. 1896)
- 1961 - Beppo Levi, matematico italiano (n. 1875)
- 1962 - Léon Binoche, rugbista a 15 francese (n. 1878)
- 1962 - Renato Del Frate, direttore della fotografia italiano (n. 1910)
- 1962 - Edmond Privat, scrittore, giornalista e esperantista svizzero (n. 1889)
- 1963 - Pietro Amigoni, politico italiano (n. 1904)
- 1963 - Julius Edgar Lilienfeld, fisico austro-ungarico (n. 1882)
- 1963 - Bernard Silver, ingegnere e inventore statunitense (n. 1924)
- 1963 - Umberto Zanotti Bianco, archeologo, ambientalista e filantropo italiano (n. 1889)
- 1964 - Aristide Baracchi, baritono italiano (n. 1885)
- 1964 - Lumsden Hare, attore, regista e produttore teatrale irlandese (n. 1875)
- 1964 - Cooper Harold Langford, filosofo e logico statunitense (n. 1895)
- 1964 - Jimmy Richardson, calciatore inglese (n. 1911)
- 1965 - Giulio Costanzi, generale e ingegnere italiano (n. 1875)
- 1965 - Giulio Racah, fisico e matematico italiano (n. 1909)
- 1965 - Manara Valgimigli, filologo classico, grecista e poeta italiano (n. 1876)
- 1965 - Rashid Ali al-Kaylani, politico iracheno (n. 1892)
- 1966 - Rudolf Herrnstadt, giornalista e politico tedesco (n. 1903)
- 1967 - Maurice Elvey, regista, sceneggiatore e produttore cinematografico inglese (n. 1887)
- 1967 - Jim Hilgemann, cestista statunitense (n. 1916)
- 1967 - Bruce Smith, giocatore di football americano statunitense (n. 1920)
- 1968 - Leone Traverso, traduttore italiano (n. 1910)
- 1969 - Henk Janssen, tiratore di fune olandese (n. 1890)
- 1969 - Derviš Korkut, bibliotecario, insegnante e umanista jugoslavo (n. 1888)
- 1969 - Lev Sverdlin, attore sovietico (n. 1901)
- 1969 - Edward John Thye, politico statunitense (n. 1896)
- 1970 - Théo Sarapo, cantante e attore francese (n. 1936)
- 1971 - Domenico Albergo, politico italiano (n. 1889)
- 1971 - Francis Humphrys, diplomatico inglese (n. 1879)
- 1971 - Geoffrey Lawrence, magistrato e nobile britannico (n. 1880)
- 1971 - Dezső Szentgyörgyi, militare e aviatore ungherese (n. 1915)
- 1972 - Webster Campbell, attore, regista e sceneggiatore statunitense (n. 1893)
- 1972 - Gustaf Grönberger, tiratore di fune svedese (n. 1882)
- 1972 - René Leibowitz, compositore, musicologo e direttore d'orchestra francese (n. 1913)
- 1972 - William di Gloucester, principe britannico (n. 1941)
- 1973 - Aldo De Maria, chirurgo italiano (n. 1925)
- 1973 - Natale Evola, mafioso statunitense (n. 1907)
- 1973 - Gaetano Fusella, violinista e compositore italiano (n. 1876)
- 1975 - Emile Maurice Joseph Lamy, medico e genetista francese (n. 1895)
- 1975 - Francesco Verga, politico e attivista italiano (n. 1929)
- 1975 - Fritz Wotruba, scultore e pittore austriaco (n. 1907)
- 1976 - Anissa Jones, attrice statunitense (n. 1958)
- 1976 - Werner Krauss, filologo tedesco (n. 1900)
- 1977 - Peter Altmeier, politico tedesco (n. 1899)
- 1977 - Mike Parkes, pilota automobilistico inglese (n. 1931)
- 1977 - Ralph Samuelson, statunitense (n. 1902)
- 1978 - Bruce Catton, giornalista e storico statunitense (n. 1899)
- 1978 - Maximilienne, attrice francese (n. 1884)
- 1978 - Robert Shaw, attore e scrittore britannico (n. 1927)
- 1979 - Mathieu André, calciatore francese (n. 1909)
- 1979 - Calogero Di Bona, militare italiano (n. 1944)
- 1979 - Giacomo Pellegrini, politico e partigiano italiano (n. 1901)
- 1979 - Tat'jana Konstantinovna Romanova, principessa russa (n. 1890)
- 1979 - Konstantin Michajlovič Simonov, scrittore sovietico (n. 1915)
- 1980 - Carmelo Iannì, imprenditore italiano (n. 1934)
- 1980 - Boris Tišin, pugile sovietico (n. 1929)
- 1981 - Paul Anspach, schermidore belga (n. 1882)
- 1981 - Arthur Casagrande, ingegnere austriaco (n. 1902)
- 1981 - Fernando Di Giulio, politico e partigiano italiano (n. 1924)
- 1981 - Béla Guttmann, calciatore e allenatore di calcio ungherese (n. 1899)
- 1982 - Victor Garcia, regista teatrale argentino (n. 1934)
- 1982 - Frank Martin, cavaliere svedese (n. 1885)
- 1983 - José Bergamín, scrittore e poeta spagnolo (n. 1895)
- 1983 - Mario Bonomo, saltatore con gli sci italiano (n. 1912)
- 1983 - Jan Clayton, attrice e cantante statunitense (n. 1917)
- 1984 - Corrado Annicelli, attore italiano (n. 1905)
- 1984 - Muḥammad Naǧīb, generale e politico egiziano (n. 1901)
- 1985 - Ruth Gordon, attrice, commediografa e sceneggiatrice statunitense (n. 1896)
- 1985 - Iván Marino Ospina, militare colombiano (n. 1940)
- 1985 - Miguel Otero Silva, poeta venezuelano (n. 1908)
- 1986 - Russel Lee, fotografo statunitense (n. 1903)
- 1987 - John Huston, regista, attore e sceneggiatore statunitense (n. 1906)
- 1987 - Michele Parigi, pittore italiano (n. 1913)
- 1987 - Angiolo Procissi, matematico italiano (n. 1908)
- 1988 - Paul Grice, filosofo inglese (n. 1913)
- 1988 - Guy Hocquenghem, sociologo e scrittore francese (n. 1946)
- 1988 - Herbert Lundh, insegnante, storico e politico svedese (n. 1901)
- 1988 - Mario Naldini, ufficiale italiano (n. 1947)
- 1988 - Ivo Nutarelli, ufficiale e aviatore italiano (n. 1950)
- 1988 - Franca Raimondi, cantante italiana (n. 1932)
- 1988 - Giuseppe Zaffonato, arcivescovo cattolico italiano (n. 1899)
- 1988 - Giuseppe Zugaro De Matteis, politico italiano (n. 1902)
- 1989 - Joseph Alsop, giornalista statunitense (n. 1910)
- 1989 - Håkon Askerød, calciatore norvegese (n. 1910)
- 1990 - Mario Delitala, pittore e incisore italiano (n. 1887)
- 1990 - Crescenzo Mazza, politico e medico italiano (n. 1910)
- 1990 - Edmund H. North, sceneggiatore statunitense (n. 1911)
- 1990 - Willy Vandersteen, fumettista belga (n. 1913)
- 1991 - Umberto Brizzi, sollevatore italiano (n. 1908)
- 1991 - Pierre Castex, scrittore, giornalista e critico cinematografico francese (n. 1924)
- 1991 - Francesco Russo, presbitero e storico italiano (n. 1908)
- 1991 - Erich Schatzki, ingegnere tedesco (n. 1898)
- 1991 - Alberto Spreafico, politologo italiano (n. 1928)
- 1991 - Vince Taylor, cantante e musicista britannico (n. 1939)
- 1992 - Mario Pistoni, ballerino e coreografo italiano (n. 1932)
- 1993 - Anne Cumming, traduttrice e scrittrice britannica (n. 1917)
- 1993 - Paul Rowe, hockeista su ghiaccio statunitense (n. 1914)
- 1993 - William Stafford, saggista, poeta e pacifista statunitense (n. 1914)
- 1993 - Edward Palmer Thompson, storico, scrittore e pacifista britannico (n. 1924)
- 1994 - Leonida Beltrame, pittore italiano (n. 1904)
- 1994 - Vladimir Isaakovič Del'man, direttore d'orchestra sovietico (n. 1923)
- 1994 - Edmond Delathouwer, ciclista su strada belga (n. 1916)
- 1994 - Aldis Intlers, bobbista lettone (n. 1965)
- 1994 - Vincent Martin Leonard, vescovo cattolico statunitense (n. 1908)
- 1994 - Neil Mochan, calciatore scozzese (n. 1927)
- 1994 - Michael Peters, coreografo e regista televisivo statunitense (n. 1948)
- 1994 - Rui Filipe, calciatore portoghese (n. 1968)
- 1994 - Franco Scataglini, poeta e pittore italiano (n. 1930)
- 1995 - Michael Ende, scrittore tedesco (n. 1929)
- 1995 - Gyula Strommer, astronomo ungherese (n. 1920)
- 1996 - Edda Fagni, politica e sindacalista italiana (n. 1927)
- 1996 - José dos Santos Lopes, calciatore brasiliano (n. 1910)
- 1997 - Dionigi Besozzi, cestista italiano (n. 1907)
- 1997 - Francesco Gavioli, presbitero e storico italiano (n. 1909)
- 1997 - Sergio Rampini, calciatore e allenatore di calcio italiano (n. 1917)
- 1997 - Bradley Smith, fotografo statunitense (n. 1910)
- 1998 - George Büchi, chimico svizzero (n. 1921)
- 1998 - Hirokazu Kobayashi, artista marziale giapponese (n. 1929)
- 1998 - Max Shulman, scrittore e giornalista statunitense (n. 1919)
- 1998 - Nikolaj Vladimirovič Zateev, militare sovietico (n. 1926)
- 1999 - Silvia Echagüe, cestista cilena (n. 1934)
- 1999 - Sebastiano Vincelli, politico italiano (n. 1930)
- 2000 - Knut Holmqvist, tiratore a volo svedese (n. 1918)

## XXI secolo(104)
- 2001 - Käthe Grasegger, sciatrice alpina tedesca (n. 1917)
- 2001 - Juan Muñoz, scultore spagnolo (n. 1953)
- 2001 - Serhij Perchun, calciatore ucraino (n. 1977)
- 2001 - Ernst Stettler, ciclista su strada svizzero (n. 1921)
- 2002 - Philippe Artias, pittore e ceramista francese (n. 1912)
- 2002 - Rudolf Schnackenburg, biblista, teologo e presbitero tedesco (n. 1914)
- 2003 - Michel Constantin, attore francese (n. 1924)
- 2003 - Peter Hacks, drammaturgo, poeta e saggista tedesco (n. 1928)
- 2003 - Fernando Lizzi, ingegnere italiano (n. 1914)
- 2003 - James Patrick Shannon, vescovo cattolico statunitense (n. 1921)
- 2004 - Silvana Jachino, attrice italiana (n. 1916)
- 2005 - Hans Clarin, attore tedesco (n. 1929)
- 2005 - Jacques Dufilho, attore francese (n. 1914)
- 2006 - Pietro Pinna, giornalista, scrittore e politico italiano (n. 1925)
- 2006 - Pip Pyle, batterista e compositore inglese (n. 1950)
- 2006 - William F. Quinn, politico e avvocato statunitense (n. 1919)
- 2006 - Melvin Schwartz, fisico statunitense (n. 1932)
- 2007 - Paul MacCready, ingegnere statunitense (n. 1925)
- 2007 - Antonio Puerta, calciatore spagnolo (n. 1984)
- 2007 - Maria Tore Barbina, poetessa italiana (n. 1940)
- 2007 - Francisco Umbral, scrittore e giornalista spagnolo (n. 1932)
- 2007 - Miyoshi Umeki, cantante e attrice giapponese (n. 1929)
- 2008 - Opal Bogard, cestista statunitense (n. 1942)
- 2008 - Roy Ciccolini, attore italiano (n. 1938)
- 2008 - Phil Hill, pilota automobilistico statunitense (n. 1927)
- 2008 - Alain Levent, direttore della fotografia e regista francese (n. 1934)
- 2008 - Francesco Pantaleoni, calciatore italiano (n. 1929)
- 2008 - Luciana Stegagno Picchio, filologa italiana (n. 1920)
- 2009 - Egiziano Bertolucci, calciatore italiano (n. 1922)
- 2009 - Guy von Dardel, fisico svedese (n. 1919)
- 2009 - Adam Goldstein, disc jockey statunitense (n. 1973)
- 2009 - Dave Laut, pesista statunitense (n. 1956)
- 2010 - Tommaso Biamonte, politico e partigiano italiano (n. 1921)
- 2010 - Pietro Chiodini, ciclista su strada italiano (n. 1934)
- 2010 - Emilio Cordero, presbitero, regista e produttore cinematografico italiano (n. 1917)
- 2010 - Daniel Ducarme, politico belga (n. 1954)
- 2010 - Livio Ghioni, allenatore di calcio e calciatore italiano (n. 1938)
- 2010 - Sinan Hasani, politico jugoslavo (n. 1922)
- 2010 - Augoustinos Kantiōtīs, vescovo ortodosso greco (n. 1907)
- 2010 - Roger Mas, fumettista e illustratore francese (n. 1924)
- 2010 - Bill Strum, giocatore di curling statunitense (n. 1938)
- 2010 - Gordon Williams, filologo classico irlandese (n. 1926)
- 2010 - Kotetsu Yamamoto, wrestler giapponese (n. 1941)
- 2011 - Leonard Harris, attore, scrittore e critico cinematografico statunitense (n. 1929)
- 2011 - Jean Monbourquette, presbitero e psicologo canadese (n. 1933)
- 2011 - Piero Tempesti, astronomo italiano (n. 1917)
- 2012 - Maffeo Giovanni Ducoli, vescovo cattolico italiano (n. 1918)
- 2012 - Shulamith Firestone, attivista canadese (n. 1945)
- 2012 - Leonid Evgen'evič Golovnja, regista sovietico (n. 1939)
- 2012 - Elio Matacena, armatore e imprenditore italiano (n. 1924)
- 2012 - Alfred Schmidt, filosofo e sociologo tedesco (n. 1931)
- 2013 - László Gyetvai, calciatore ungherese (n. 1918)
- 2013 - Melchior Thalmann, ginnasta svizzero (n. 1924)
- 2014 - France Anglade, attrice e modella francese (n. 1942)
- 2014 - Ivan Ivančić, pesista e allenatore di atletica leggera jugoslavo (n. 1937)
- 2014 - Andrew Kay, inventore statunitense (n. 1919)
- 2014 - John Anthony Walker, militare statunitense (n. 1937)
- 2014 - Fernando Zunzunegui, calciatore spagnolo (n. 1945)
- 2015 - Al Arbour, allenatore di hockey su ghiaccio e hockeista su ghiaccio canadese (n. 1932)
- 2015 - Antonio Girlanda, presbitero, biblista e religioso italiano (n. 1929)
- 2015 - Joan Lind, canottiera statunitense (n. 1952)
- 2015 - Paolo Mantegazza, farmacologo e partigiano italiano (n. 1923)
- 2016 - Juan Gabriel, cantautore messicano (n. 1950)
- 2016 - Mr. Fuji, wrestler e attore statunitense (n. 1934)
- 2016 - Lennart Häggroth, hockeista su ghiaccio svedese (n. 1940)
- 2016 - Mihaela Adelgundis Černic, pittrice slovena (n. 1913)
- 2017 - Mahmoud Abbas, calciatore keniota (n. 1956)
- 2017 - Bobby Boyd, giocatore di football americano statunitense (n. 1937)
- 2017 - Mireille Darc, attrice e regista francese (n. 1938)
- 2017 - Luciano Fusari, calciatore italiano (n. 1928)
- 2017 - Luciano Gallusi, calciatore italiano (n. 1938)
- 2017 - Tsutomu Hata, politico giapponese (n. 1935)
- 2017 - Jud Heathcote, cestista e allenatore di pallacanestro statunitense (n. 1927)
- 2017 - Jo Dong-jin, cantautore sudcoreano (n. 1947)
- 2017 - David Torrence, mezzofondista statunitense (n. 1985)
- 2018 - Tat'jana Dmitrievna Kuznecova, cosmonauta e ingegnere russa (n. 1941)
- 2018 - Szczepan Wesoły, arcivescovo cattolico polacco (n. 1926)
- 2019 - Alfiero Alfieri, attore italiano (n. 1942)
- 2019 - Michel Aumont, attore francese (n. 1936)
- 2019 - Giuseppe Iamonte, mafioso italiano (n. 1949)
- 2019 - Nicolás Leoz, dirigente sportivo, avvocato e giornalista paraguaiano (n. 1928)
- 2019 - Umberto Margiotta, pedagogista italiano (n. 1947)
- 2019 - Sogyal Rinpoche, scrittore e insegnante tibetano (n. 1947)
- 2019 - Nie Yuanzi, docente e politica cinese (n. 1921)
- 2020 - Siah Armajani, artista, scultore e designer iraniano (n. 1939)
- 2020 - Chadwick Boseman, attore, drammaturgo e produttore cinematografico statunitense (n. 1976)
- 2020 - Guido De Guidi, politico italiano (n. 1929)
- 2020 - Randall Kenan, scrittore statunitense (n. 1963)
- 2020 - Assar Lindbeck, economista svedese (n. 1930)
- 2020 - Antoinette Spaak, politica belga (n. 1928)
- 2020 - Harikrishnan Vasanthakumar, imprenditore e politico indiano (n. 1950)
- 2021 - Teresa Żylis-Gara, soprano polacco (n. 1930)
- 2022 - Sammy Chung, calciatore e allenatore di calcio inglese (n. 1932)
- 2022 - Ralph Eggleston, regista e animatore statunitense (n. 1965)
- 2022 - Giulio Giustiniani, giornalista e scrittore italiano (n. 1952)
- 2022 - Bernd Michael Rode, chimico austriaco (n. 1946)
- 2022 - Gastone Simoni, vescovo cattolico italiano (n. 1937)
- 2022 - Peter Zurbriggen, arcivescovo cattolico svizzero (n. 1943)
- 2023 - Bill Dinwiddie, cestista statunitense (n. 1943)
- 2023 - Tina Howe, drammaturga, traduttrice e sceneggiatrice statunitense (n. 1937)
- 2023 - Ornella Piloni, politica italiana (n. 1947)
- 2023 - Günter Schliwka, sollevatore tedesco orientale (n. 1956)
- 2024 - Andreas Dückstein, scacchista austriaco (n. 1927)
- 2024 - Giovanna Assunta Gualdi, calciatrice italiana (n. 1950)